# Xã Lanesburgh, Quận Le Sueur, Minnesota
Xã Lanesburgh (tiếng Anh: Lanesburgh Township) là một xã thuộc quận Le Sueur, tiểu bang Minnesota, Hoa Kỳ. Năm 2010, dân số của xã này là 2.035 người.